# Reece Dinsdale
Reece Dinsdale (Normanton, 1959. augusztus 6. –) angol színész, színpadi, filmes és televíziós rendező. A Huddersfield Town FC szurkolója.

## Színészként
Dinsdale a Guildhall School of Music and Dramában tanult 1977 és 1980 között. Azután először színházban dolgozott Exeterben, Nottinghamben, Birminghamben és az Edinburgh-i Fesztiválon. 1981-ben megkapta első tévészerepét a Knife Edge című granadai thrillerben. Ezt követte 1982-ben az Out on the Floor című BBC- monodrámában. Ez oda vezetett, hogy 1982-ben Albert szerepét játszhatta Agatha Christie Partners in Crime című sorozatában az ITV-nél.
További színházi előadás következett a Beethoven Tizedik (szimfóniája) című darabjával, Peter Ustinovval a londoni Vaudeville Theatre-ben, majd a nagy elismerést kiváltó Vörös Szombat a Royal Couatban. Jimmy Kempet alakította a Threadsben (1984), aki hamarosan apa és férj lett, akit egy Sheffield elleni atomtámadás ért. 1984-ben feltűnt egyik első nagyjátékfilmjében, Alan Bennett A privát funkciójában és a Winter Flight című tévéfilmben Nicola Cowperrel szemben.
A Glamour Night, a BBC egy másik monodrámája 1984-ben következett, mielőtt Dinsdale-t Matthew Willows szerepére választották a Home to Roost című brit sitcomban, amelyet Eric Chappell írt John Thaw társszereplésével. Thaw rakoncátlan tinédzser fiát, Matthew-t alakította, aki elidegenedett apjához költözik, miután anyja kidobta őt. A show négy sorozatban futott 1985 és 1990 között.
Ezzel számos színpadi fellépést alakított, köztük a londoni Hampstead Színházban 1986-ban, a londoni Hampstead Színházban, a Woundings és Don Carlos című, díjnyertes, Observe the Sons of Ulster Marching Towards the Somme című darabot, valamint az Old Year's Eve-t. a Royal Shakespeare Társaságnál. A televízióban főszerepeket kapott a három részes Take Me Home és a The Attractions című sorozatokban, valamint a Coppers című monodrámában Tim Roth mellett. Ő is játszotta Fearnot Jim Henson "The Storyteller" című filmjében, amelyet 1987. október 26-án adtak le.
Ő játszotta Jack Rover főszerepét a Wild Oats című filmben az újonnan épült West Yorkshire Playhouse bemutatkozó produkciójában 1990-ben. Ezután feltűnt a Young Catherine című minisorozatban, amelyben Peter nagyherceg szerepét alakította. Ezután feltűnt a National Theatre-ben David Hare Racing Demon című darabjában.
1990 és 1992 között a 18. század végén játszódó vígjátékban, a Haggardban játszott. 1994-ben ő játszotta a főszerepet az ID című brit játékfilmben, amely egy rendőr halálát mutatja be, aki titkolt futballhuligán galeri kiirtására megy. Az igaz történeten alapuló darabbal Dinsdale elnyerte a legjobb színésznek járó Nemzetközi Kritikusok Díját a Genfi Filmfesztiválon.
Továbbra is főszerepeket játszott a színpadon és a képernyőn egyaránt. A legkiemelkedőbbek közé tartozik Thief Takers két sorozata, amelyben Charlie Scott központi szerepét játszotta, és Kenneth Branagh Hamlet című filmje, amelyben Guildensternt alakította Timothy Spall Rosencrantzjával szemben. Vendég volt a Spooksban, a Life on Marsban, a Murder in Mindben, a Silent Witnessben és még sok másban.
Dinsdale játszott Julie Walters oldalán az Ahead of the Class című ITV-drámában, és Robertet alakította a Convictionben a BBC-nél (rendező: Marc Munden). Szerepelt a The Chase két sorozatában (a BBC-nél is), valamint az ITV két thrillerében, a Love Lies Bleedingben és a Midnight Manben.
2008-ban csatlakozott a Coronation Street szereplőgárdájához, hogy eljátssza a szerencsétlenül járt Joe McIntyre-t, ám 2010 februárjában saját elhatározásából távozott. Azóta fő vendégszerepeket forgatott a Waterloo Roadban, a Taggartben és a Moving Onban. Wengel doktort játszotta Ibsen: A tenger asszonya című művében a manchesteri Royal Exchange Theatre-ben. 2012-ben feltűnt a The Knife That Killed Me című játékfilmben. 2013-ban Walter Harrison szerepét játszotta James Graham sikerdarabjában, a This House-ban a National Theatre Olivier színpadán – Jeremy Herrin rendezésében. 2014-ben Alan Bennett-tet alakította Bennett Untold Stories című önéletrajzi darabjában, a West Yorkshire Playhouse-ban.
2015-ben George Jones központi szerepét játszotta Sir David Hare The Absence of War című darabjának Headlong országos turnéján, amelyet ismét Jeremy Herrin rendezett. 2015 októberében Dinsdale játszotta a címszerepet Shakespeare III. Richardjában a The West Yorkshire Playhouse-ban Mark Rosenblatt rendezővel. Széles repertoárja van a BBC Radio Drama-szerepeinek, és 2014-ben elnyerte a Yorkshire-díjat a Művészetek és Szórakoztatás terén nyújtott álakításokért. 2015-ben ő lett az első színész, akit a The West Yorkshire Playhouse társult művészének neveztek ki. 2017-ben pedig a halifaxi Square Chapel Művészeti Központ védnöke lett.
2020-ban csatlakozott az ITV Emmerdale szappanoperához, ahol a gonosz Paul Ashdale-t alakította. 2021-ben hagyta el a szappanoperát, amikor a karaktere meghalt egy robbanásban.

## Rendezőként
- 2020–2021  Emmerdale (ITV)
- 2017  The Fall of the Master Builder (West Yorkshire Playhouse)
- 2015  III. Richárd (West Yorkshire Playhouse)
- 2015  The Absence of War (Headlong theatre tour)
- 2014  Untold Stories (West Yorkshire Playhouse)
- 2013  This House (National Theatre)
- 2012  The Knife That Killed Me (Green Screen Productions feature film)
- 2011  Moving On (LA Productions for BBC1)
- 2011  Waterloo Road (BBC TV)
- 2010  The Lady From The Sea (Theatre at the Royal Exchange, Manchester)

 Taggart (STV / ITV)
- 2009  Acid Burn (Red Productions short film)
- 2008–2010  Coronation Street (ITV)
- 2008  Silent Witness (BBC TV)

 Midnight Man (ITV)
- 2007  The Chase (BBC)
- 2006  Life on Mars (BBC TV)

 Dalziel and Pascoe episode "The Cave Woman" (BBC TV)

 The Chase (BBC TV)
- 2006  Love Lies Bleeding (ITV)
- 2004  Ahead of the Class (ITV)

 The Trouble with George (BBC)

 Conviction (BBC TV)

 Rabbit on the Moon (Headgear Films feature film)
- 2003  Spooks (BBC TV)
- 2002  Born and Bred (BBC TV)
- 2001  The Investigation (Canadian TV/BBC) In Deep (BBC)
- 2000  Murder in Mind (BBC TV)

 Visiting Mr. Green (West Yorkshire Playhouse)
- 1999  Family Fortunes (King's Head Theatre)
- 1998  Love You, Too (Bush Theatre)
- 1997  Romance and Rejection, Feature Film
- 1996  Thief Takers (second series) (ITV)

 Hamlet (Fishmonger Films feature film)

 China (Channel 4 short film)
- 1995  Bliss (ITV)

 Thief Takers (ITV)
- 1994  Morning and Evening (Hampstead Theatre)

 Mirandolina (Lyric Hammersmith theatre)

 ID (Parallax Pictures feature film)
- 1993  A Going Concern (Hampstead Theatre)

 Report Writing (Video Arts Ltd. instructional video)
- 1992  Full Stretch (ITV)

 The Revenger's Tragedy (West Yorkshire Playhouse)
- 1991  Racing Demon (National Theatre)

 Playboy of the Western World (West Yorkshire Playhouse)

 Young Catherine (American/Canadian TV mini-series)
- 1990  Haggard (ITV)

 Wild Oats (West Yorkshire Playhouse)
- 1989  Boys Mean Business (Bush Theatre)

 <i>Home to Roost</i> (series 4) (ITV)

 The Attractions (BBC)
- 1988  Rhinoceros (Nuffield Theatre, Southampton)

 Take Me Home (BBC TV)
- 1987  Old Years Eve (Royal Shakespeare Company)

 Don Carlos (Theatre at the Royal Exchange, Manchester)

 Coppers (BBC)

 <i>Home to Roost</i> (series 3) (ITV)
- 1986  Woundings (Theatre at the Royal Exchange, Manchester)

 The Storyteller (Channel 4)

 Observe the Sons of Ulster Marching Towards the Somme (Hampstead Theatre)

 <i>Home to Roost</i> (series 2) (ITV)
- 1985  Bergerac (S4E7 "The Tennis Racket" BBC TV)

 Robin of Sherwood (ITV)

 Home To Roost (ITV)
- 1984  Glamour Night (BBC)

 Minder Series 4, Ep 9, Willesden Suite. (ITV)

 A Private Function (Handmade Films feature film)

 Winter Flight (Channel 4)

 Threads (BBC TV)
- 1983–1984  Red Saturday (Royal Court Theatre)
- 1983  Beethoven's Tenth (Vaudeville Theatre)
- 1982  The Secret Adversary (ITV)

 Agatha Christie's Partners in Crime (ITV)

 Out on the Floor (BBC)
- 1981  Knife Edge (ITV)
- 1980–1981   Exeter Northcott Theatre / Nottingham Playhouse / Birmingham Repertory Theatre

2012 januárjában Dinsdale rendezte első drámáját a televízióban; a "The Crossing" című 45 perces kislemez dráma Lee Boardman, Ramona Marquez és Susie Blake főszereplésével, a BBC1 Titkok és szavak sorozatában. 2014 júliusában és augusztusában ő rendezte a "Madge" című epizódot a Moving On sorozatban Hayley Mills, Kenneth Cranham és Peter Egan főszereplésével, ismét a BBC1 számára.
2015 májusában Dinsdale befejezte harmadik drámáját a BBC televíziónak, a "Scratch"-t, Will Ash és Chris Coghill főszereplésével, ismét a Moving On sorozathoz. Ezt követően Dinsdale rendezte a negyedik tévédrámát, ismét a Moving On sorozatban, Jimmy McGovern számára: "Tizennyolc", egy történet egy afgán fiatal szülőhazájába, Kabulba történő deportálási kísérletéről, Antonio Aakeel és Rosie Cavaliero főszereplésével. A sorozat 2016 novemberében került adásba. 2017-ben ő rendezte Sue Johnstont Shaun Duggan Lost című filmjében a Moving On sorozatban. Ő rendezte továbbá az Emmerdale több epizódját, és 2022 tavaszán bejelentette, hogy ő fogja rendezni a Coronation Street epizódjait.

## Íróként
2009-ben Dinsdale írta az Imaginary Friend című rövidfilmet, amelyet később le is forgattak, Maxine Peake és Zara Turner főszereplésével. A filmet 2010. május 8-án mutatták be a 360/365 filmfesztiválon New Yorkban.
2017-ben a Square Chapel, egy halifaxi művészeti központ védnöke lett. Tiszteletbeli mecénása a wigani The Old Courts multiművészeti központnak is.

## Kredit (nem teljes)
- 2020–2021  Emmerdale (ITV)
- 2017  The Fall of the Master Builder (West Yorkshire Playhouse)
- 2015  III. Richárd (West Yorkshire Playhouse)
- 2015  The Absence of War (Headlong theatre tour)
- 2014  Untold Stories (West Yorkshire Playhouse)
- 2013  This House (National Theatre)
- 2012  The Knife That Killed Me (Green Screen Productions feature film)
- 2011  Moving On (LA Productions for BBC1)
- 2011  Waterloo Road (BBC TV)
- 2010  The Lady From The Sea (Theatre at the Royal Exchange, Manchester)

 Taggart (STV / ITV)
- 2009  Acid Burn (Red Productions short film)
- 2008–2010  Coronation Street (ITV)
- 2008  Silent Witness (BBC TV)

 Midnight Man (ITV)
- 2007  The Chase (BBC)
- 2006  Life on Mars (BBC TV)

 Dalziel and Pascoe episode "The Cave Woman" (BBC TV)

 The Chase (BBC TV)
- 2006  Love Lies Bleeding (ITV)
- 2004  Ahead of the Class (ITV)

 The Trouble with George (BBC)

 Conviction (BBC TV)

 Rabbit on the Moon (Headgear Films feature film)
- 2003  Spooks (BBC TV)
- 2002  Born and Bred (BBC TV)
- 2001  The Investigation (Canadian TV/BBC) In Deep (BBC)
- 2000  Murder in Mind (BBC TV)

 Visiting Mr. Green (West Yorkshire Playhouse)
- 1999  Family Fortunes (King's Head Theatre)
- 1998  Love You, Too (Bush Theatre)
- 1997  Romance and Rejection, Feature Film
- 1996  Thief Takers (second series) (ITV)

 Hamlet (Fishmonger Films feature film)

 China (Channel 4 short film)
- 1995  Bliss (ITV)

 Thief Takers (ITV)
- 1994  Morning and Evening (Hampstead Theatre)

 Mirandolina (Lyric Hammersmith theatre)

 ID (Parallax Pictures feature film)
- 1993  A Going Concern (Hampstead Theatre)

 Report Writing (Video Arts Ltd. instructional video)
- 1992  Full Stretch (ITV)

 The Revenger's Tragedy (West Yorkshire Playhouse)
- 1991  Racing Demon (National Theatre)

 Playboy of the Western World (West Yorkshire Playhouse)

 Young Catherine (American/Canadian TV mini-series)
- 1990  Haggard (ITV)

 Wild Oats (West Yorkshire Playhouse)
- 1989  Boys Mean Business (Bush Theatre)

 <i>Home to Roost</i> (series 4) (ITV)

 The Attractions (BBC)
- 1988  Rhinoceros (Nuffield Theatre, Southampton)

 Take Me Home (BBC TV)
- 1987  Old Years Eve (Royal Shakespeare Company)

 Don Carlos (Theatre at the Royal Exchange, Manchester)

 Coppers (BBC)

 <i>Home to Roost</i> (series 3) (ITV)
- 1986  Woundings (Theatre at the Royal Exchange, Manchester)

 The Storyteller (Channel 4)

 Observe the Sons of Ulster Marching Towards the Somme (Hampstead Theatre)

 <i>Home to Roost</i> (series 2) (ITV)
- 1985  Bergerac (S4E7 "The Tennis Racket" BBC TV)

 Robin of Sherwood (ITV)

 Home To Roost (ITV)
- 1984  Glamour Night (BBC)

 Minder Series 4, Ep 9, Willesden Suite. (ITV)

 A Private Function (Handmade Films feature film)

 Winter Flight (Channel 4)

 Threads (BBC TV)
- 1983–1984  Red Saturday (Royal Court Theatre)
- 1983  Beethoven's Tenth (Vaudeville Theatre)
- 1982  The Secret Adversary (ITV)

 Agatha Christie's Partners in Crime (ITV)

 Out on the Floor (BBC)
- 1981  Knife Edge (ITV)
- 1980–1981   Exeter Northcott Theatre / Nottingham Playhouse / Birmingham Repertory Theatre

## Fordítás
- Ez a szócikk részben vagy egészben  a   Reece Dinsdale című angol Wikipédia-szócikk ezen változatának fordításán alapul.  Az eredeti cikk szerkesztőit annak laptörténete sorolja fel. Ez a jelzés csupán a megfogalmazás eredetét és a szerzői jogokat jelzi, nem szolgál a cikkben szereplő információk forrásmegjelöléseként.